# 正鐵血紅蛋白血症
正鐵血紅蛋白血症（methemoglobinemia），或稱高铁血红蛋白症、變性血色蛋白血症、變性血紅素血症、變性紅血球血症、急性變性血紅素症，是指因血液中異常出現過多不能帶氧的正鐵血紅蛋白（带Fe3+离子而不是Fe2+的血红蛋白）而導致身體出現缺氧變藍的症狀。若血液含正鐵血蛋白份量超過15%，便會出現病徵。

## 病因
身體因不能制造足夠的正鐵血紅蛋白還原酶，不能把正鐵血紅蛋白還原為帶氧的血紅蛋白，或身體自行生產異常的正鐵血紅蛋白，導致患者紅血球中的血紅蛋白異常，不能帶氧。

## 病徵
- 呼吸困難
- 皮膚發紫/變藍
- 嚴重時可致器官缺氧受損，致智力受影響等後遺症

## 成因
- 遺傳
- 過敏反應，因進食或誤用
  - 含過量亞硝酸鹽的食物
  - 苯胺顏料
  - 含萘的樟腦丸
  - 含有氯酸鹽的火柴或炸藥
  - 含乙腈的洗甲水
  - 部份治療瘧疾、尿道炎、小便赤痛的藥物及局部麻醉藥
  - 過量服用或濫用佐匹克隆
  - 菠菜

## 治療方法
- 注射亞甲藍（methylene blue，甲烯藍）
- 服用藥物治療
- 化学疗法

## 外部連結
- ATSDR Case Studies in Environmental Medicine: Nitrate/Nitrite Toxicity （页面存档备份，存于） U.S. Department of Health and Human Services (public domain)